# Saint-Christoly-Médoc
 Saint-Christoly-Médoc  là một xã thuộc tỉnh Gironde trong vùng Aquitaine tây nam nước Pháp. Xã này nằm ở khu vực có độ cao trung bình 6 mét trên mực nước biển.